# Arnold von Schutter
Arnold von Schutter (* 1772 in Schottland; † 25. November 1843 in Breslau) war ein preußischer Generalleutnant und Ritter des Ordens Pour le Mérite mit Eichenlaub, der höchsten preußischen Tapferkeitsauszeichnung.

## Leben

### Herkunft
Arnold Volkhart von Schutter war der Sohn des Arnold von Schutter, eines in holländischen Diensten stehenden Oberstleutnants. Sein Vater gehörte zur schottischen Brigade im Sold der Vereinigten Niederlande. Seine Mutter war eine geborene Balfourt.

### Militärlaufbahn
Seit 1790 stand Schutter, wie bereits sein Vater, in holländischen Diensten. Während des Ersten Koalitionskrieges kämpfte er in den Österreichischen Niederlanden gegen die französischen Revolutionstruppen und wurde im Gefecht bei Warwick an der Leie am 12. September 1793 verwundet. Ab 1800 diente er als Major im englischen Generalstab, schied aber bereits 1802 mit halben Sold aus. Schon 1798 hatte er sich um Anstellung in der Preußischen Armee beworben, die aber im April 1798 vom preußischen König Friedrich Wilhelm III. zunächst abgelehnt wurde.
Während des Feldzuges 1806/07 stellte sich Schutter Friedrich Wilhelm von Götzen zur Verfügung, der mit der Verteidigung Schlesiens gegen Napoleon beauftragt wurde. Er diente ab dem 8. Dezember 1806 als Major ohne Patent im schlesischen National-Schützenbataillon und nahm unter anderem am Gefecht bei Strehlen am 23. Dezember 1806 teil. Nach dem Frieden von Tilsit schied Schutter am 3. April 1808 aus der Preußischen Armee aus, wurde aber von Götzen zur weiteren dauerhaften Anstellung empfohlen. Am 28. Februar 1809 erfolgte seine Wiedereinstellung als Major. Er diente als solcher seit Juli 1811 im 1. Schlesischen Infanterie-Regiment. Am 26. Dezember 1811 erhielt er sein Patent zum Major, rückdatiert zum 28. Februar 1809. Seit März 1812 diente er mit vollem Gehalt beim 2. Schlesischen Infanterie-Regiment. Im Dezember 1812 wurde Schutter Bataillonsführer beim neuaufgestellten Reservebataillon an der Weichsel, im März 1813 Kommandeur des 3. Reservebataillons des 1. Ostpreußischen Infanterie-Regiments und im Juli 1813 Kommandeur des 7. Reserve Infanterie-Regiments.
In den Befreiungskriegen nahm er bei den Belagerungen von Stettin und Erfurt teil und kämpfte während des Herbstfeldzuges 1813 unter anderen in den Schlachten bei Dresden (26. und 27. August 1813), Kulm (29. und 30. August 1813) und der Völkerschlacht bei Leipzig (16. bis 19. Oktober 1813). Für seine Tapferkeit während der Schlacht bei Kulm wurde Schutter mit dem Eisernen Kreuz II. Klasse ausgezeichnet, für die Teilnahme an der Völkerschlacht bei Leipzig erhielt er das Eiserne Kreuz I. Klasse. Am 8. Dezember 1813 wurde Schutter zum Oberstleutnant befördert. Im März 1814 wurde er zum Stadtkommandanten von Nancy und später von Amiens ernannt. Am 17. März 1815 erhielt er den Russischen Orden der Heiligen Anna II. Klasse und am 23. Mai 1815 ein Brigadekommando bei I. Armee-Korps ad interim. 
Während des Feldzuges in Belgien 1815 kämpfte Schutter in den Schlachten bei Ligny (16. Juni 1815) und Wavre (18. und 19. Juni 1815). Er wurde zur Auszeichnung mit dem Orden Pour le Mérite mit Eichenlaub vorgeschlagen:

„Belohnungsvorschläge: War den 18. Juni rückwärts gegen Wavre detaschiert, um den im Rücken andringenden Feind abzuhalten, welches Auftrags er sich mit besonderer Einsicht und Tapferkeit entledigte. Auch den 16. Juni hat er sich rühmlich bei der Vertheidigung des Dorfes Ligny hervorgethan. (Zum V.O. mit Eichenlaub)“

und vorgeschlagen zur Auszeichnung mit einem russischen Orden von General Hans Ernst Karl von Zieten:

„St. Gobain 15. August unterschrieben von Zieten: Traf den 16. Juni bei Vertheidigung des Dorfes Ligny und besonders bei der des Kirchhofes die zweckmäßigsten Anstalten, behauptete denselben mehrere Stunden hintereinander. Den 18. Juni war derselbe gegen den im Rücken des I. Armeekorps andringenden feindlichen Marschall Grouchy detaschiert, und zeichnete sich dabei mit Einsicht und Tapferkeit aus, hielt den Feind von weitern Vordringen diesseits der Dyle ab.“

Am 19. Juni 1815 wurde Schutter zum Oberst befördert und am 2. Oktober 1815 mit dem Pour le Mérite mit Eichenlaub ausgezeichnet. Die Verleihung des russischen Wladimir-Ordens III. Klasse erfolgte am 10. Dezember 1816. Am 8. Mai 1817 wurde er Kommandeur der 1. Infanterie-Brigade und am 21. Juni 1820 Kommandeur der 12. Landwehrbrigade in Schlesien. Die Versetzung nach Schlesien erfolgte auf eigenen Wunsch, seine Gesundheit war bereits stark angegriffen und er erhoffte sich vom milderen Klima eine Besserung. Bereits am 30. März 1820 erhielt Schutter seine Beförderung zum Generalmajor, mit Patent vom 11. April 1820. Eine Auszeichnung mit dem Roten Adlerorden III. Klasse erfolgte am 14. September 1824, das Dienstkreuz erhielt er am 4. August 1825. Anfang 1830 reichte er aus gesundheitlichen Gründen seinen Abschied ein, der ihm am 27. März 1830 mit Ernennung zum Generalleutnant und einer jährlichen Pension von 2250 Talern gewährt wurde. Am 20. Dezember 1830 wurde Schutter während des polnischen Novemberaufstandes kurzzeitig als Kommandant der Festung Neisse reaktiviert. 
Seine letzten Lebensjahre verbrachte er viel auf Reisen, einen sechsmonatigen Urlaub bei voller Pensionszahlung in die Schweiz und nach Italien unternahm er im Frühjahr 1833. Arnold Volkhart von Schutter starb am 25. November 1843 in Breslau.

### Familie

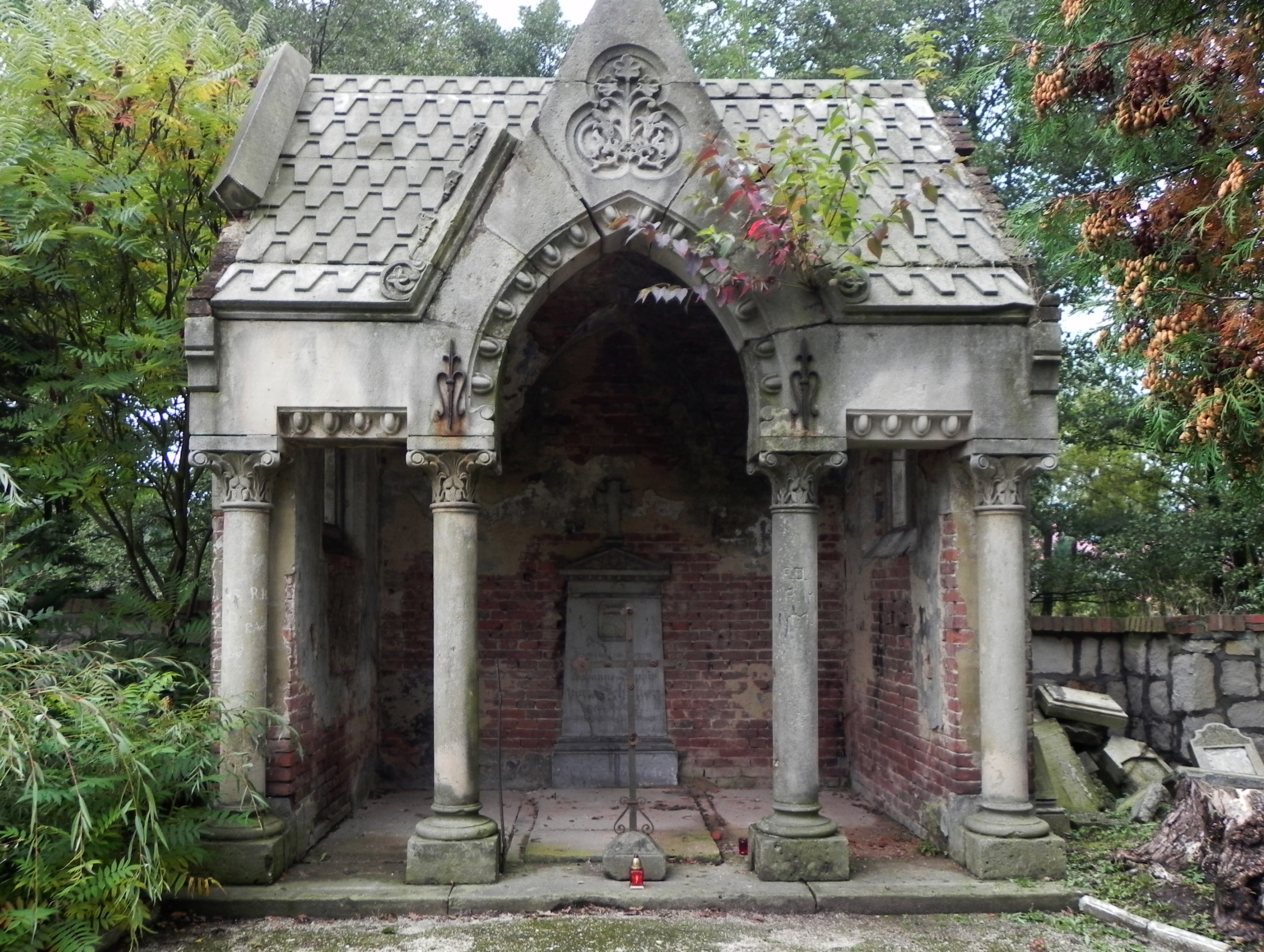
Mausoleum der Johanne Sophie von Schutter, geborene Lösch (1778–1857) auf dem Alten Friedhof in Bad Landeck

Schutter heiratete am 4. Januar 1813 in Breslau Johanna Sophie (1776–1857), geborene Lösch und verheiratet gewesene von Wolff. Bereits am 7. Dezember 1812 erhielt er die Genehmigung zur Eheschließung. Seine noch minderjährigen Stiefkinder Anna Pauline Sophie (1800-1876), Sophie Pauline (1803-1874) und Georg Adolf (* 1807), späterer Sekondeleutnant im 7. Husaren-Regiment erhielten 1817 die Erlaubnis, Namen und Wappen der Familie von Schutter anzunehmen und sich Wolff von Schutter nennen und schreiben zu dürfen.